# Rafael Barradas
Rafael Pérez Giménez Barradas, född 4 januari 1890 i Montevideo, död där 12 februari 1929, var en uruguayansk modernistisk målare och grafiker. Han var främst verksam i Spanien. 

## Biografi
Barradas var son till spanskfödda immigranter. Sitt konstintresse fick han från fadern, och han började vid ung ålder bidra med teckningar till tidskrifter. År 1913 reste han till Europa och tillbringade först en tid i Paris, där han kom i kontakt med den italienska futuristiska rörelsen. Året därpå reste han vidare till Barcelona, och begav sig därifrån till fots i riktning mot Madrid. Han nådde dock bara till Aragonien, där han mötte sin framtida hustru Simona Lainez y Saz; de gifte sig 1915.
År 1916 återvände Barradas med henne till Barcelona, och ställde i december 1917 ut på konstgalleriet Galeries Dalmau. Barradas utvecklade under denna period en säregen, expressiv stil under påverkan av kubismen, som han själv kallade "vibrationism". och Han kom slutligen till Madrid 1919, där han umgicks med författare och konstnärer som Jorge Luis Borges, Federico García Lorca, Salvador Dalí och Luis Buñuel. Han försörjde sig bland annat som formgivare av teaterkostymer, scenkulisser och bokomslag. Under denna tid bidrog Barradas till tidskrifter närstående det ultraistiska rörelsen, och anses ha inspirerat Generation 27.
1925 och 1926 deltog Barradas i ett flertal utställningar i Frankrike och Spanien och tillbringade en period i Saint-Jean-de-Luz, där han producerade ett flertal målningar i vattenfärg föreställande lokala motiv. Han flyttade därefter till L'Hospitalet de Llobregat, där han skapade en serie religiöst influerade verk, Los místicos ("Mystikerna"), och serien Estampones Montevideanos ("Montevideanska frimärken"), inspirerad av hemstaden. År 1928 återvände Barradas till Uruguay, där han avled ett par månader senare.

## Galleri

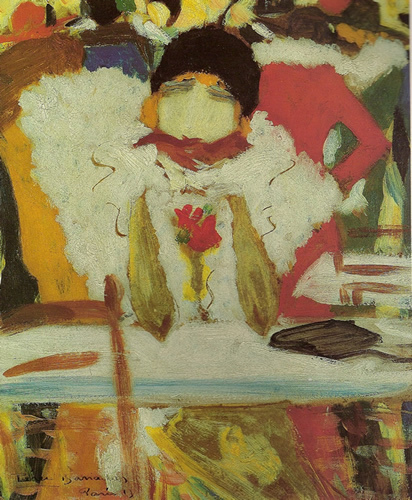
El tango (olja på kartong 1913, Museo Nacional de Bellas Artes, Buenos Aires)
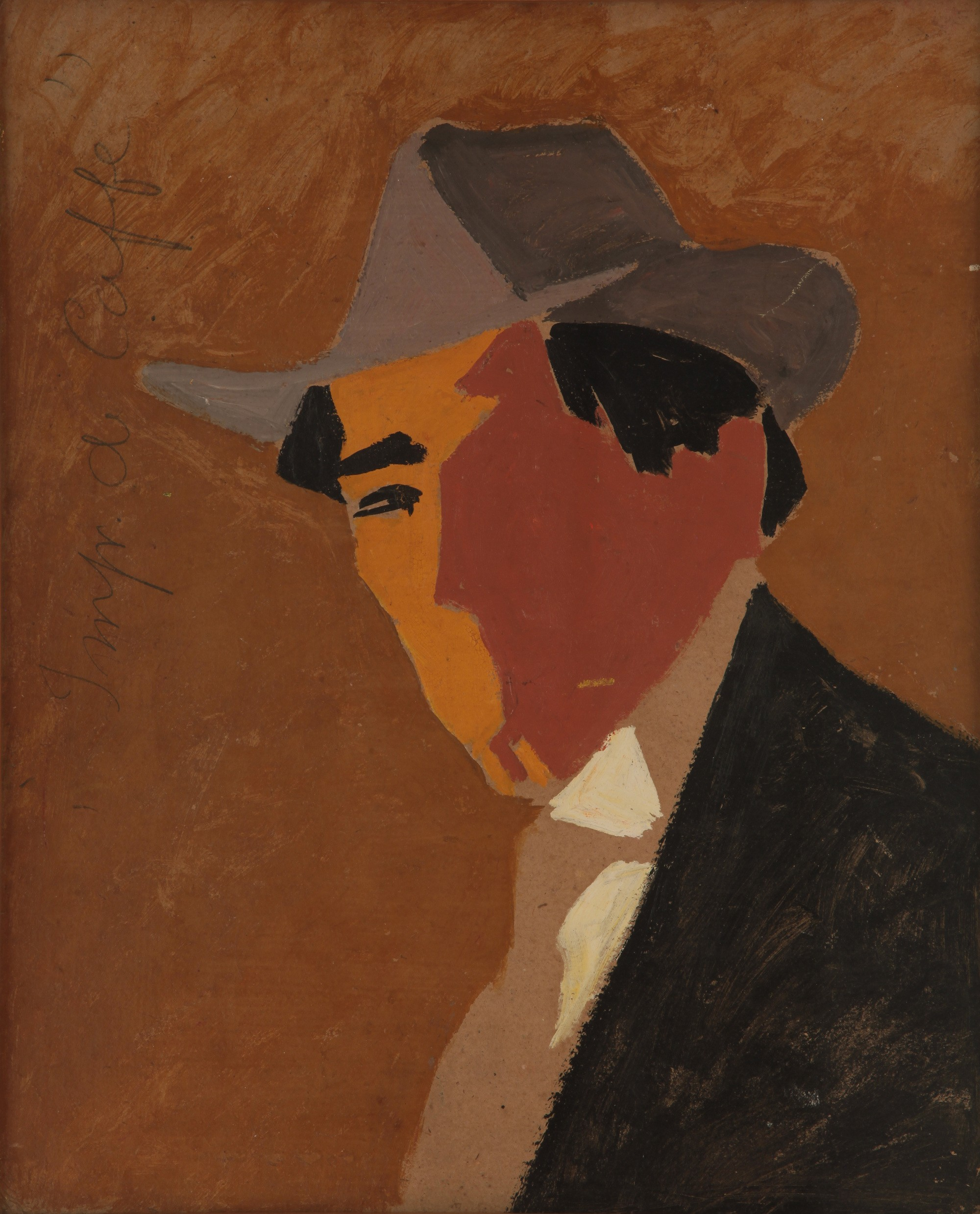
Retrato de Bernabé Michelena (olja på kartong 1916/17, Museo Nacional de Bellas Artes, Buenos Aires)
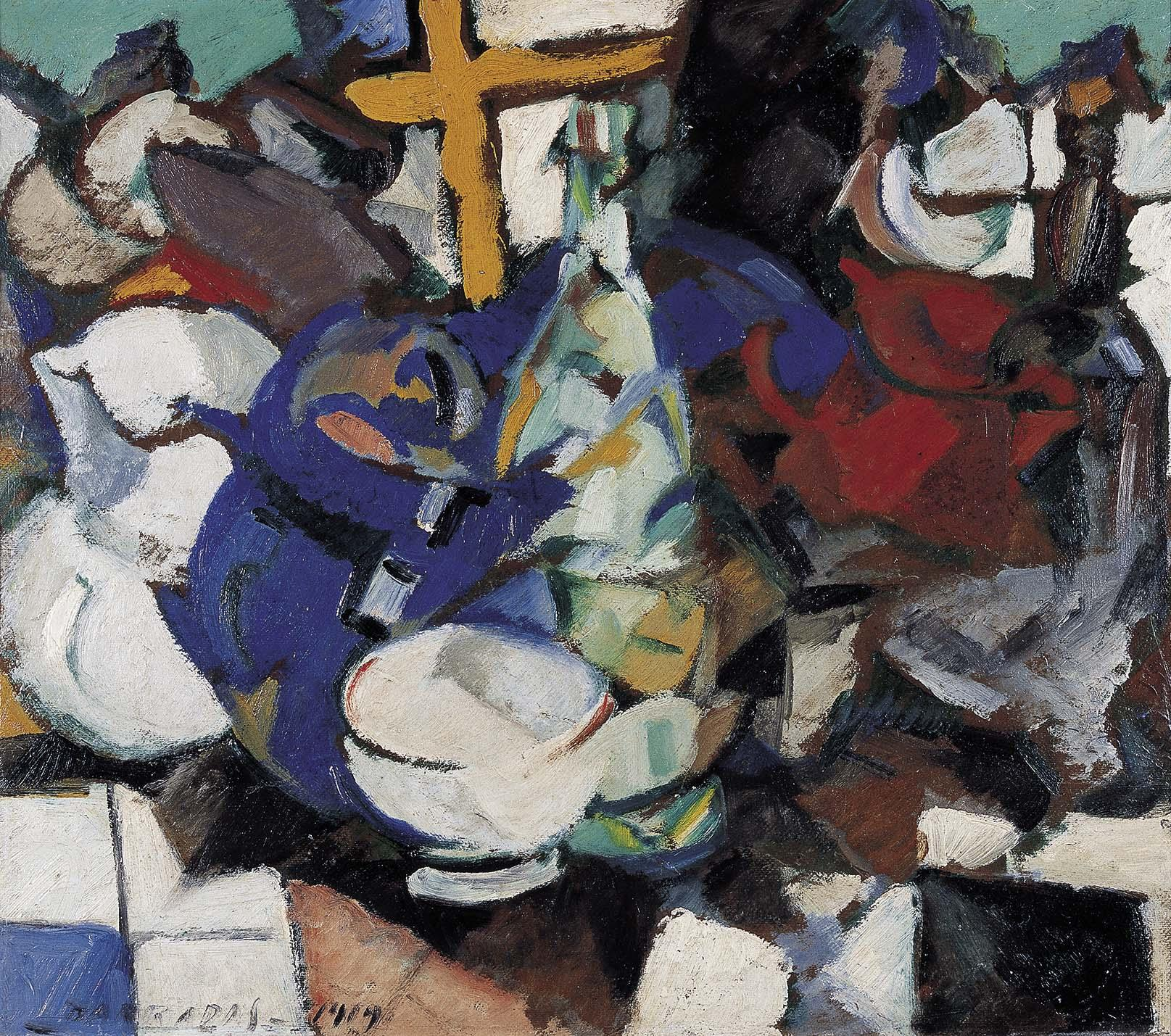
Bodegón vibracionista (olja på kartong 1919, Museo Nacional Centro de Arte Reina Sofía, Madrid)
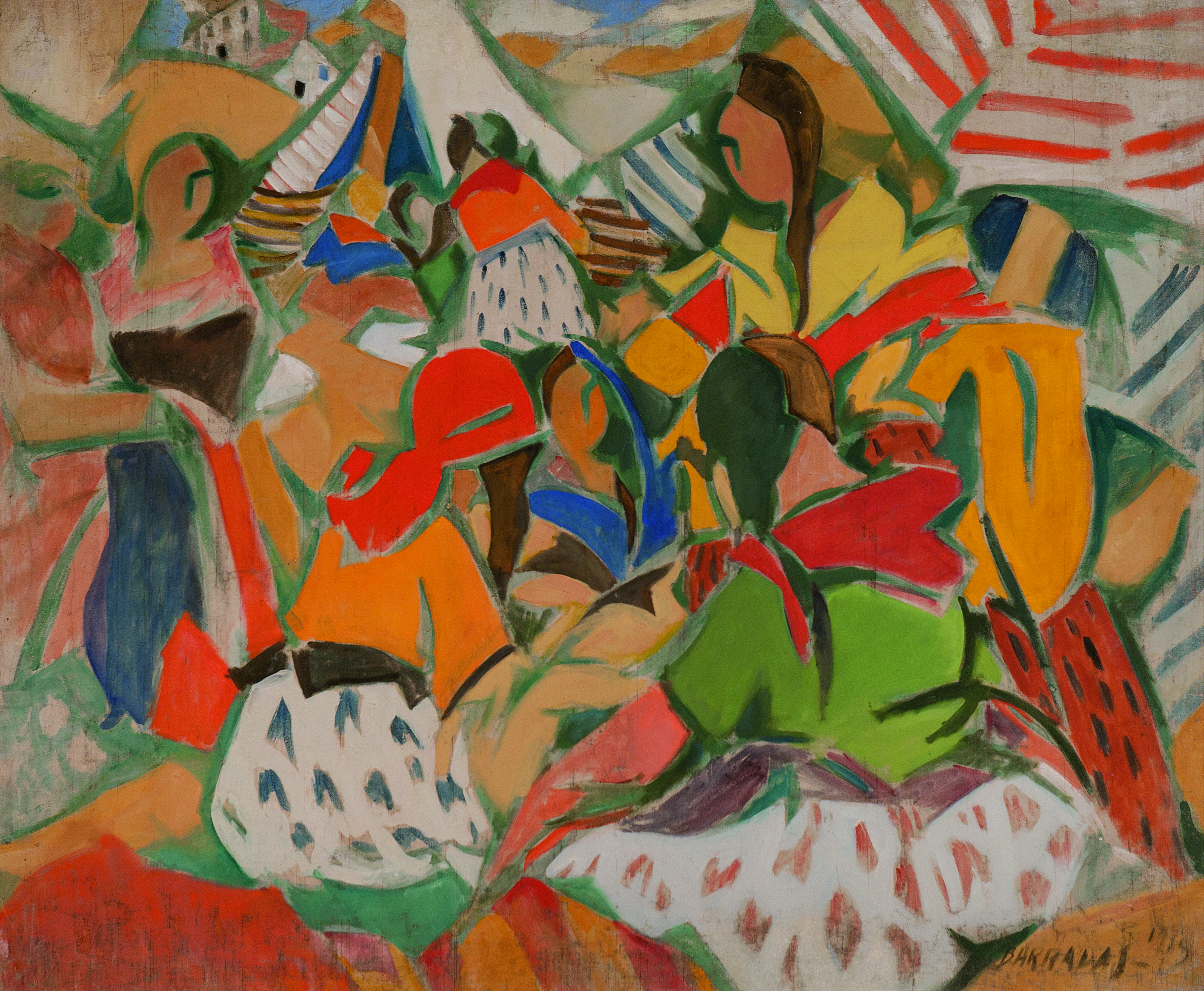
Zíngaras  (olja på duk 1919, Museo Nacional de Artes Visuales, Montevideo)
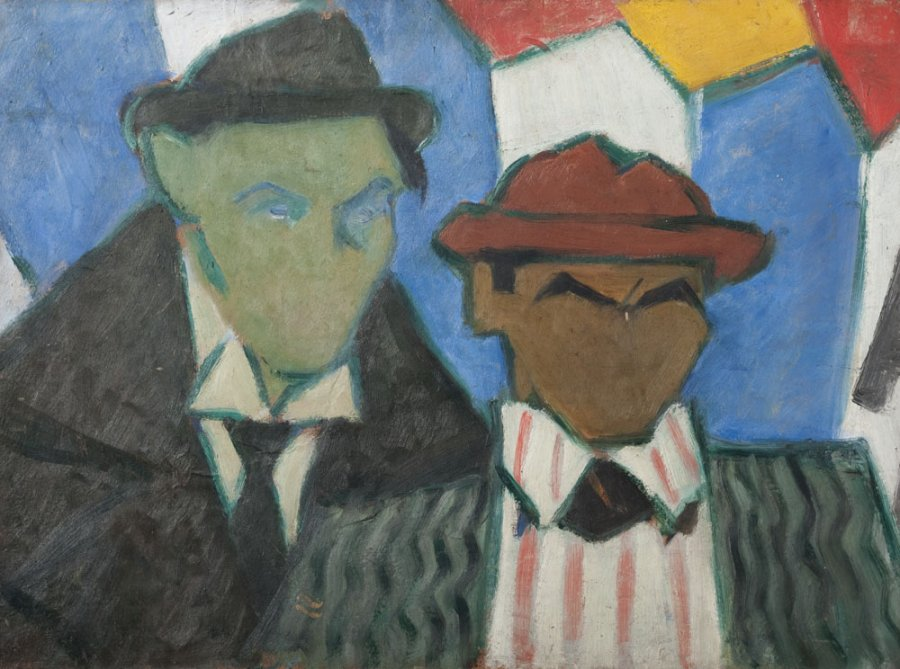
García Maroto y García Lorca (olja på duk ca 1920, Museo Nacional de Artes Visuales, Montevideo)